# 明朝那些事兒
《明朝那些事兒》是一套在網路上連載的關於中國明朝歷史的作品，作者為當年明月。於2006年3月10日在天涯社区首次發表，讲述了明朝二百七十六年的历史，其內容始於明太祖朱元璋的誕生，終於崇禎帝朱由檢在煤山自缢。《明朝那些事兒》在網絡連載期間，每月點擊率逾百萬人次。后來，《明朝那些事兒》集結成書籍刊行，在台灣發行了正體中文版本。之後被翻譯為日文、韓文及英文等多國語言。

## 作品介紹
一共七冊，分別為：
- 《明朝那些事兒：第壹部洪武大帝》（舊版名《明朝那些事兒：朱元璋卷》）

此冊主要描寫由1344年太祖朱元璋入皇覺寺當行童至1402年靖難之役結束期間的歷史。
- 《明朝那些事兒：第貳部萬國來朝》（舊版名《明朝那些事兒：貳》）

此冊主要描寫由1402年成祖朱棣登基至1457年奪門之變期間的歷史。
- 《明朝那些事兒：第叁部妖孽宮廷》（舊版名《明朝那些事兒：叁》）

此冊主要描寫由1457年英宗朱祁鎮復位至1521年明武宗朱厚照駕崩期間的歷史。
- 《明朝那些事兒：第肆部粉飾太平》（舊版名《明朝那些事兒：肆》）

此冊主要描寫由1521年世宗朱厚熜登基至1562年嚴嵩被撤去内阁首輔一職期間的歷史。
- 《明朝那些事兒：第伍部帝國飄搖》（舊版名《明朝那些事兒：伍》）

此冊主要描寫由1562年徐階擔任内阁首輔一職至1599年朝鮮之役結束後明軍班師期間的歷史。
- 《明朝那些事兒：第陸部日暮西山》（舊版名《明朝那些事兒：陸》）

此冊主要描寫由1582年張居正逝世至1626年清太祖努爾哈赤駕崩期間的歷史。
- 《明朝那些事兒：第柒部大結局》（舊版名《明朝那些事兒：大結局》）

此冊主要描寫由1626年清太宗皇太極登基至1644年崇禎帝朱由檢自縊期間的歷史。
2017年发布增补版
ISBN:978-7-5596-0152-0
·《明朝那些事儿 壹 朱元璋: 从和尚到皇帝》
·《明朝那些事儿 贰 朱棣:逆子还是明君》
·《明朝那些事儿 叁 太监弄乱的王朝》
·《明朝那些事儿 肆 妖孽横行的宫廷》
·《明朝那些事儿 伍 内阁不相信眼泪》
·《明朝那些事儿 陆 帝国，山雨欲来》
·《明朝那些事儿 柒 拐弯中的帝国》
·《明朝那些事儿 捌 人间再无魏忠贤》
·《明朝那些事儿 玖 1644，最后的较量》

## 写作过程
《明朝那些事兒》於2006年3月10日開始於中國天涯社區發表。截至2008年3月，當年明月發表至萬曆朝的國本之爭，4月發表至李成梁經略遼東與努爾哈赤的崛起，7月寫魏忠賢事。2008年底發表至崇禎初年，袁崇煥伏誅事。2009年1月初發表盧象昇、孫傳庭等人剿寇。
當年明月每天以發表文章一小篇，字數不足一千字，週末時大多休息不發表，有時會連休數天，並公佈於網路上。2009年3月21日，《明朝那些事兒》連載完畢。

### “明月门”事件
2006年3月，石悦开始用“就是这样吗”的ID在天涯社区的“煮酒论史”版块发表自己理解的通俗版明朝通史，因为纯白话写作通俗易懂，逐渐聚集了大量的人气，5月19日前点击率就已经逼近百万，回贴也接近上万条，石悦也随后将网名改为“当年明月”。因为“煮酒论史”以前只见过帖子最多点击十几万次，被抢了风头的老写手中各种质疑的声音越来越大，各种捣乱的行动也逐步升级。其中质疑声最大的是两个人——天涯“2005年百大名人”的“郝连勃勃大王”（真实身份是作家梅毅）和小有名气的写手“歌痕”，两人分别撰文公开怀疑点击率是熟人或点击软件作弊，“赫连勃勃大王”还在《百万点击率：里程碑还是耻辱柱？》一文中放话“如果天涯网站证明当年明月的点击率是真的……我不仅要向明月道歉，还会自废ID”。
针对“当年明月”质疑的内容主要有两点：
1. 怀疑点击率作假，攻击其是“卫星贴”，说“傻子都看的出点击率是假的”；
2. 找“当年明月”连载中所谓的“四个硬伤”，攻击其行文松散、论点陈旧。

石悦本人和大量支持他的网友（统一自称“明矾”）很快针对这两点至疑给出了回复。以“观海卢云远”和“warterhand”为代表性的网友坚持动手推算，天涯的知名黑客“菜霸”也帮着算点击率，认为百万点击率对比上万的回复率完全在正常的范围之内，只要有4000到5000名日常网友每天点击几次，持续两个月百万点击量是很容易达到的。石悦也声明自己只有两个ID，发贴时在天涯没有认识的朋友，欢迎各方查证，基本排除了注册好多个马甲来顶贴的可能性。而姑且不论“四个硬伤”的真假，当时《明朝那些事儿》已经是近十万字的长篇连载，假使这四个硬伤都是真的也属于正常的，可以理解。而且批判挑错的人跟以往帖子中认真讨论问题提意见的人的态度截然不同，处处流露存心找茬的嘴脸和置新手于死地的阴暗居心，令广大普通网友厌恶。除了技术上的否定外，八卦大师“东胖的睿智”、“黑色”、“八卦”支持石悦的反驳，也成为那时大家争相转载的内容。在众多支持石悦的论战和其息事宁人的大度态度下，“赫连勃勃大王”也很快宣布达成“和解”。但是事件并未就此平息，反而一步步升级。论战的一个直接后果，就是导致“明矾”们自发在搜狐开了一个的博客，全部用来转载当年明月的文章。在5月23日左右，新浪的“当年明月”个人博客也开通并且开始转贴已经发过的文章，但这个博客的地址当时并没有在煮酒公开发布。
5月19日接下来的十天左右，“煮酒论史”出现了大量的马甲在“当年明月”的帖子中进行语言粗俗的对骂，并且粘贴大段相干或者不相干的文字，随后开始用大量大幅图片和超长金箍棒的图标进行刷屏占用帖子的空间和带宽，干扰作者写贴和网友读帖。到了6月1日，刷屏者开始在“当年明月”和另一个写手“曹三公子”的贴子中发表大量交通事故现场的尸体照片，意图以此破坏读者继续跟帖的心态，在网友中产生了极其恶劣的影响。而“煮酒论史”的版主们对待这一事件自始至终的冷漠处理，让恐怖血腥的图片存在了超过四个小时之久，并把提醒网友尤其是女性免受惊吓的善意提醒贴删除——其中版主“琉璃锺”后来的解释是要“引蛇出洞”。
6月3日凌晨2点左右，刷尸屏者发表了一个声明贴（这个帖子现在已经被删除），公开声明对事件负责并且声称只针对“明矾”，宣布对所有人道歉。“煮酒论史”的两个版主“江上苇”和“琉璃锺”于凌晨四点齐齐上线，对这个帖子加红脸飘红（选为精选贴），后来又改成黑脸加黑体。当跟刷尸屏者对立的、在煮酒搞无间刷屏的“terron”在这个帖子中出来声明之后，这个帖子被封口了。这一幕使得众多的网友相信版主中的一个或者几个存在跟刷尸屏者串通的重大嫌疑。6月3日当天，“观海卢云远”给了刷尸屏者一个“网络恐怖主义”的定义。
尸屏事件之后，石悦很少再在“煮酒论史”中出现，之后《明朝那些事儿》改为在新浪博客首发，文章被热心网友转载回煮酒仍然保持在首页，点击率超过250万、回贴2万多个。
当时“煮酒论史”的版主在前期论战时是半遮半掩的拉偏架，后期面对尸屏事件却开始名目张胆的纵容捣乱，对稍有微词的批评者即删贴、封杀，“明矾”以及其他读者与版主间的矛盾也因此愈演愈烈。对版主的不满引发了大规模的“倒版”（打倒版主）讨伐行动，并得到了煮酒版主之上的管理员“李寒秋”的大力支持。倒版运动以6月4号网友“找抽”的《当年明月事件分析》和“年近半花”的《当年明月事件——两个人的对谈录》两个帖子的讨论为标志，“当年明月事件”的称法由此而来。关于当年明月事件的分析短短几天内就分了七页，对谈录也分了好几页，最后形成了一个大家基本认可的结论：“煮酒论史”版块内部存在以“郝连勃勃大王”为首的老写手利益集团，为了垄断因此打压新人，勾结版主（其中被网友指控是满遗、曾高调炫耀自己在明孝陵便溺的“江上苇”嫌疑很大）不惜纵容甚至联手刷尸者，达到将“当年明月”赶走的目的，而且初步看来目的似乎已达到。6月14日，“年近半花”的《对谈录》全文在“了望天涯”论坛出台。
6月16日，“郝连勃勃大王”发表了《为了告别的聚会》，宣布暂离“煮酒论史”。另一个质疑石悦的“歌痕”也随后不久宣布自己的ID将不再出现在“煮酒论史”。
6月19日到6月22日，出现了煮酒管理员的两个“社区监控”贴，一个是候选版主见面贴，一个版务规则讨论贴。这两个帖子一出，社区对现有版主的不信任就公开化了。然而6月22日社区宣布“李寒秋”不再担任煮酒的管理员，新管理员“浪语”走马上任，两个社区监控贴被封口，版主申请贴被宣布暂停，内部自新的尝试宣告失败。感觉被“忽悠”的愤怒网友再次采取了行动。6月23日，“年近半花”和“terron”发起的“煮酒凤凰涅槃”QQ群成立，几天就发展到110多人，被戏称为“煮酒的梁山泊108将”。同时，“年近半花”的“沉默宣言”在了望天涯出台，并被广泛在“煮酒论史”转贴，“沉默行动”宣告开始，宗旨是非暴力不合作，即联合广大写手和读者在煮酒不发新帖、不回贴、不顶贴，用沉默反抗煮酒版主的暴政，声援离去的石悦。一周后，为了保护写手的读者不流失，维护煮酒的长期利益，沉默行动宣告单方面终止。之后，网友们又在天涯的“关天茶社”、“了望天涯”、“奇思妙想”、“投诉删帖”等版块发贴，持续坚持战斗。
7月12日，天涯社区的《关于明月事件以及相关版务处理的调查结论》出炉，宣布“煮酒论史”的版主在明月事件中确实存在处理不当行为导致事件升级，但是否认版主跟刷尸屏者有关系，认为版主的处理对于版块总的来说是功大于过。这时许多网友已经不对天涯管理层能公正解决此事抱有希望，当天开始又有倒版团的成员再对多个ID在煮酒版块进行倒版行动，抨击社区、刷屏、挖坟等等。
7月13日，天涯社区宣布解除五个版主中“江上苇”（数月后又官复原职）、“青藤雪个”两名版主的职务。7月17日，“琉璃锺”辞去版主职务。倒版运动逐渐告一段落。

## 行文风格
《明朝那些事兒》以一种既幽默又调侃的笔调看待历史，但有時又不免流於輕浮，如《明朝那些事兒：第陸部日暮西山》 道统(2)一章寫道：
|  | 魏忠贤终于满意了，行动进行极其顺利，汪文言已成为阶下囚，一切都已准备妥当，下面…… 下面没有了。 |

此句是採用紀曉嵐消遣宦官的典故，言下之意是在调侃魏忠贤被阉割。
《明朝那些事兒》的另一特點是段落極短，尤其在第三冊之後，每一段落幾乎很少超過三行。

## 榮譽
《明朝那些事兒》銷量超過五百萬冊，為中国大陆改革開放以來最暢銷史學讀本（也有一种说法为“1949年解放以来最畅销的通俗历史读本”），全國十大暢銷書之一，2007-2008年度暢銷書第一名。多次獲得“新浪圖書風雲榜”最佳圖書、當當網“終身五星級最佳圖書”、“卓越亞馬遜暢銷書大獎”等榮譽。

## 评价
- 联想集团创始人柳传志說：「我觉得喜欢看的人都是有思想、愿意想事情的人，这是本好书，除了把史实摆出来，还要评论、挖掘，用现代的语言去说，他有他的角度。」[參⁠ 5]
- 明史专家毛佩琦說：「历史是千百万人的历史，是大家的历史。每个人都有解读历史的权利。《明朝那些事儿》的确是别开生面的，是一种创造。我热情地支持这种探索和创造！」。[參⁠ 5]
- 中国青年学者欧发伟认为，当年明月用自己的灵魂还原了历史，而人类在他的历史里还原了灵魂[參⁠ 11]

## 衍生作品
- 廣州電視台主持人阮星航和廣州著名講古（評書）大師林兆明都曾在電台播講評書版《明朝那些事兒》。[參⁠ 12]
- 中國亦有不少作家均模仿《明朝那些事兒》出版，例如《唐朝那些事兒》、《清朝那些事兒》、《南北朝那些事兒》、《如果這是宋史》—高天流雲發表的仿《明朝那些事兒》的关于宋史的网络小说、[參⁠ 13]此外还有雾满拦江發表的《别笑，这是大清正史》等。[參⁠ 14][參⁠ 15]

## 勘誤
- 書中說日本的幕府將軍親自前來朝貢，是一個明顯錯誤。日本未曾有一位幕府將軍踏上明朝的土地。足利義滿曾派使者要求貿易，但並未親自前來。